# Orangekehl-Schattenkolibri
Der Orangekehl-Schattenkolibri (Phaethornis philippii), auch Orangefarbene Schattenkolibri, Rotbrauner Eremit oder Dünnschnabeleremit, ist eine Vogelart aus der Familie der Kolibris (Trochilidae). Das Verbreitungsgebiet dieser Art umfasst die Länder Peru, Bolivien und Brasilien. Der Bestand wird von der IUCN als „nicht gefährdet“ (Least Concern) eingeschätzt.

## Merkmale
Der Orangekehl-Schattenkolibri erreicht eine Körperlänge von etwa 13 cm, wobei der gerade Schnabel ca. 31 mm und der Schwanz ca. 57 mm ausmacht. Die schwärzlichpurpurnen Flügel werden ca. 53 mm lang. Die Oberseite ist dunkelbronzegrün, wobei die Hinterrückenfedern und die Oberschwanzdecken rotbraun gesäumt sind. Der Überaugenstreif und die Unterseite sowie die Spitzen der seitlichen Schwanzfedern sind rostrot. Der Rest der Schwanzfedern ist bronzegrün mit einer subterminalen breiten schwarzen Binde. Die mittleren Steuerfedern haben lange weiße Spitzen. Während der Oberschnabel schwarz ist, weist der gelblich fleischfarbene Unterschnabel eine schwarze Spitze auf.

## Verbreitung und Lebensraum

Verbreitungsgebiet des Orangekehl-Schattenkolibris

Das Verbreitungsgebiet des Orangekehl-Schattenkolibris erstreckt sich vom Osten Perus über den Norden Boliviens bis in den Westen von Brasilien.
In Brasilien findet man ihn südlich des Amazonas bis an die westlichen Ufer des Rio Tapajós und den Norden des Bundesstaates Rondônia.
In Peru kommt er östlich des Río Ucayali und südlich des Amazonas in Höhen unter 500 Metern über dem Meeresspiegel vor. In Zentralperu scheint er östlich des Ucayali nicht präsent zu sein.
Der Orangekehl-Schattenkolibri bewegt sich im Unterholz feuchter Wälder. Hier ist er hauptsächlich im Terra-Firme-Wald unterwegs, d. h. Tieflandregenwaldgebiet, das nicht von Flüssen überschwemmt wird.

## Verhalten
Diese Kolibriart ist sehr territorial und verteidigt sein Revier vehement gegen Eindringlinge.

## Lautäußerungen
Der Ruf des Orangekehl-Schattenkolibris klingt wie eine monotone Serie gleichbleibender bzw. nur unmerklich lauter werdender Psiit-Laute.

## Etymologie und Forschungsgeschichte
Jules Bourcier beschrieb den Orangekehl-Schattenkolibri unter dem Protonym Trochilus philippii. Das Typusexemplar wurde in Bolivien gesammelt. Lange wurde er der Gattung Ametrornis zugeschlagen, da er neben dem Braunbauch-Schattenkolibri (Phaethornis bourcieri) (Lesson, 1832) die einzige Art der Gattung Phaethornis ist, die einen geraden Schnabel hat. Erst später wurde die Art der Gattung Phaethornis zugeschlagen. Der Koepckeschattenkolibri (Phaethornis koepckeae) wird gelegentlich in der Literatur als Unterart Phaethornis philippii koepckeae Weske & Terborgh, 1977 betrachtet.
Der Begriff Phaethornis leitet sich aus den griechischen Wörtern φαέθων phaéthōn für „leuchtend, strahlend“ und ὄρνις órnis für „Vogel“ ab. Das Artepitheton philippii ehrt Filippo De Filippi, den damaligen Professor für Zoologie am Museo Civico di Storia Naturale di Milano.